# József Navarrete
József Navarrete (ur. 26 grudnia 1965 w Santa Clara) – węgierski szermierz pochodzenia kubańskiego, szablista, srebrny medalista olimpijski i wielokrotny medalista mistrzostw świata.
Na igrzyskach olimpijskich w Atlancie w 1996 roku reprezentacja Węgier w składzie: Csaba Köves, József Navarrete i Bence Szabó zdobyła drużynowo srebrny medal. W zawodach indywidualnych zajął czwarte miejsce, przegrywając walkę o medal z Francuzem Damienem Touyą 7:15.
Podczas mistrzostw świata w Essen w 1993 roku razem z Bence Szabó, Györgym Borosem, Csabą Kövesem i Péterem Abayem zdobył złoty medal w zawodach drużynowych. W konkurencji tej Węgrzy z Navarrete w składzie zdobywali następnie złoty medal na mistrzostwach świata w La Chaux-de-Fonds (1998), srebrny na mistrzostwach świata w Atenach (1994) oraz brązowe podczas mistrzostw świata w Hadze (1995) i mistrzostw świata w Kapsztadzie (1997).
W 1998 roku zdobył indywidualnie brązowy medal na mistrzostwach Europy w Płowdiwie, plasując się za Polakiem Marcinem Sobalą i Włochem Luigim Tarantino.